# Hemming Strut-Haraldsson
Hemming Strut-Haraldsson (m. 1014) era un mercenario vikingo, hijo de un caudillo de Escania, Harald el Estirado, hermano del jarl Sigvaldi Strut-Haraldsson y Thorkell el Alto comandantes de los jomsvikings en la mítica fortaleza de Jomsborg, localizada en la isla de Wolin. Hemming es de todos los hermanos quien menos protagonismo adquiere en las crónicas contemporáneas, una figura algo difusa, casi siempre acompañando a su poderoso hermano Thorkell en sus campañas de guerra como lugarteniente.
Hemming desaparece de las menciones hasta el año 1014 cuando se une con nueve naves al rey inglés Etelredo II el Indeciso contra una nueva ofensiva de Svend I de Dinamarca a Inglaterra. Los jomsvikings cumplen su parte y se enfrenta a las tropas danesas, pero los ingleses les atacan traicioneramente y los masacran, muriendo uno de los hermanos de Thorkell en la batalla; aunque no se menciona su nombre, la desaparición en las crónicas hace entender que se trataba de Hemming.
Thorkel y sus jomsvikings regresarían a Inglaterra en 1015 con una nueva invasión, ahora protagonizada por Canuto el Grande, algunas fuentes citan que como venganza por la muerte de su hermano.